# Zeche Vereinigte Fündling & Dahlacker
Die Zeche Vereinigte Fündling & Dahlacker ist ein ehemaliges Steinkohlenbergwerk in Hörde. Die Zeche ist etwa um das Jahr 1822 aus einer Konsolidation der beiden eigenständigen Zechen Fündling und Dahlacker entstanden.

## Bergwerksgeschichte
Ab Mai des Jahres 1822 erfolgte die Inbetriebnahme. Im gleichen Jahr wurde eine Stollenrösche an der Emscher angesetzt und der Stollen Dahlacker in südlicher Richtung vorgetrieben. Das Stollenmundloch befand sich in einer Höhe von 80 Metern über Normalnull zwischen den beiden Stollen der Zechen Clarenberg und Fündling. Im Jahr 1825 wurde der Stollenschacht Frederica Friederica geteuft. Im Jahr 1829 war die Zeche in Betrieb und ab 1830 wurde es in Fristen gestellt. Ab Oktober 1832 wurde Ausrichtung betrieben und ein Kunstschacht für den Übergang zum Tiefbau geteuft. Der Ansatzpunkt des Schachtes befand sich südlich der Emscher gegenüber der Emscherpromenade auf dem jetzigen Hoeschgelände. Im Jahr 1833 wurde am Kunstschacht eine Dampfmaschine für die Schachtförderung und die Wasserhaltung aufgestellt, in diesem Jahr wurde Abbau betrieben. 
In den Jahren 1835, 1838 und 1840 waren der Kunstschacht und der Schacht Friederica in Betrieb. Bis zum Jahr 1842 hatte die Zeche Vereinigte Fündling & Dahlacker eine gute Ausbeute. 1838 wurden im Feld "Am Schwaben" Schürfarbeiten getätigt. Im Jahr 1842 gingen die Kohlenvorräte allmählich zur Neige. Im Oktober 1843 wurde der Abbau eingestellt und die Schächte ausgeraubt. Im Dezember desselben Jahres wurde die Zeche Vereinigte Fündling & Dahlacker endgültig stillgelegt. Am 7. März 1857 wurde ein Längenfeld verliehen, später wurde die Berechtsame zur Zeche Felicitas zugeschlagen.

### Förderung
Die ersten bekannten Förderzahlen des Bergwerks stammen aus dem Jahr 1836, es wurden 40.327 ¾ preußische Tonnen Steinkohle gefördert. Die maximale Förderung des Bergwerks wurde im Jahr 1838 erbracht, es wurden 53.389 ¼ preußische Tonnen gefördert. Im Jahr 1840 sank die Förderung leicht auf 47.394 ¾ preußische Tonnen Steinkohle. Die letzten bekannten Förderzahlen des Bergwerks stammen von 1842, in dem Jahr wurden 34.152 preußische Tonnen Steinkohle gefördert.